# Darkness of Man
Darkness of Man es una película de suspenso y acción estadounidense de 2024 escrita, dirigida y coproducida por James Cullen Bressack. Está protagonizada por Jean-Claude Van Damme, Kristanna Loken, Emerson Min, Spencer Breslin, Sticky Fingaz y Shannen Doherty.
La película se estrenó por video bajo demanda el 21 de mayo de 2024.

## Sinopsis
Russell Hatch, un agente de Interpol que asume el papel de figura paterna de Jayden, el hijo de un informante asesinado en una redada de rutina que salió mal.

## Reparto
- Jean-Claude Van Damme como Russell Hatch
- Kristanna Loken como Claire
- Emerson Min como Jayden
- Spencer Breslin como Chris
- Sticky Fingaz como Yates
- Shannen Doherty como Vivian

## Producción
En noviembre de 2022, se anunció que se estaba desarrollando una película de acción titulada Darkness of Man, con James Cullen Bressack dirigiendo, coproduciendo y coescribiendo el guion. Jean-Claude Van Damme fue elegido para el papel principal como Russell Hatch. En marzo de 2024, con el lanzamiento del tráiler oficial, se reveló que Kristanna Loken, Emerson Min, Spencer Breslin, Sticky Fingaz y Shannen Doherty se habían unido al elenco.

## Estreno
En febrero de 2023, Saban Films adquirió los derechos de distribución de la película.
Darkness of Man se lanzó por video bajo demanda el 21 de mayo de 2024.